# L'Ombre chinoise
L'Ombre chinoise est un roman policier de Georges Simenon écrit en décembre 1931 dans une villa du Cap-d'Antibes et publié en janvier 1932 ; il fait partie de la série des Maigret.
Le roman se déroule à Paris (place des Vosges, rue Pigalle, rue Fontaine, rue Lepic, boulevard Haussmann) et à Jeumont, dans les années 1930 (l’enquête se déroule du 30 novembre au 4 décembre).
Le roman évoque l'atmosphère de la vie mesquine des Martin ; à travers Maigret, l’auteur fait apparaître ses sympathies pour la victime et sa maîtresse.

## Personnages
- Raymond Couchet : la victime. Directeur des Sérums du Docteur Rivière. Marié deux fois, un fils du premier mariage. 45 ans.
- Germaine Couchet, née Dormoy : deuxième épouse de Raymond.
- Edgar Martin : fonctionnaire de l’Enregistrement, 55 ans.
- Juliette Martin : son épouse, divorcée d’un premier mariage avec Couchet, la cinquantaine.
- Roger Couchet : fils de Raymond et de Juliette, sans profession, 25 ans.
- Nine Moinard : maîtresse de Raymond Couchet.

## Résumé

### Mise en place de l'intrigue
Raymond Couchet a été assassiné dans le bureau directorial, près du laboratoire de sa firme, au fond de la cour d'un immeuble situé place des Vosges. Une importante somme d'argent a été volée. 

### Enquête policière
L'enquête de Maigret se déroule dans trois milieux. Place des Vosges, le commissaire découvre, vivant dans une ambiance étouffante, Edgar et Juliette Martin, celle-ci ayant été la première épouse de Couchet. À l'Hôtel Pigalle voisinent, sans se connaître, Nine Moinard, maîtresse de la victime depuis six mois, et Roger Couchet, fruit du premier mariage de Raymond Couchet. Roger vit d'expédients et « empruntait » souvent de l'argent à son père. Enfin, dans l'appartement cossu du boulevard Haussmann où habitait la victime, Maigret observe la veuve, femme sans caractère issue de la haute bourgeoisie. 
Maigret soupçonne d'abord Roger, dont la situation matérielle est précaire, mais le jeune homme se suicide de façon inexplicable (en fait, il connaissait la vérité). 

### Dénouement et révélations finales
Le commissaire ne possédera la clé de l'énigme qu'après avoir fouillé le passé de la victime et celui de Juliette Martin. Cette dernière a épousé Raymond Couchet quand il n'était qu'un aventurier qui ratait tout ce qu'il entreprenait. Elle a divorcé et a épousé Martin, fonctionnaire sans envergure qui avait le mérite de gagner sa vie régulièrement et l'avantage d'une retraite assurée. Lorsque Couchet est devenu riche, elle s'est rendue compte qu'elle avait manqué la bonne affaire : aigrie, elle a accablé Martin de reproches et l'a incité finalement à voler de l'argent à son premier mari qu'elle pouvait observer à longueur de journées depuis les fenêtres de son appartement. Pour la contenter, Martin a donc volé Couchet pendant une absence de ce dernier. Sa femme, qui observait la scène, a vu que Martin laissait dans le bureau un indice compromettant, s'est rendue à son tour dans le bureau et, rencontrant Couchet, l'a abattu... inutilement, car le pauvre Martin, rongé de remords, était allé jeter l'argent dans la Seine. 
Apprenant cet acte qu'elle juge insensé, Juliette sombrera dans la folie. Germaine Couchet sera sans doute la seule héritière, en dépit du testament de la victime qui voulait partager sa fortune entre Germaine, Juliette et Nine, « ses trois femmes ».

## Éditions
- Édition originale : Fayard, 1932
- Tout Simenon, tome 17, Omnibus, 2003  (ISBN 978-2-258-06102-6)
- Livre de Poche, n° 14251, 2004  (ISBN 978-2-253-14251-5)
- Tout Maigret, tome 2, Omnibus,  2019  (ISBN 978-2-258-15043-0)

## Adaptations
- 1961 : Shadow Play, téléfilm anglais de John Harrison, avec Rupert Davies
- 1966 : L'ombra cinese, téléfilm italien avec Gino Cervi
- 1969 : L'Ombre chinoise, téléfilm français de René Lucot, avec Jean Richard dans le premier rôle, diffusé sur ORTF 2.
- 2004 : Maigret et l'Ombre chinoise, téléfilm français de Charles Nemes, avec Bruno Cremer.
- 2004 : L’Ombra cinese, téléfilm italien de Renato de Maria, avec Sergio Castellitto (Commissaire Maigret), Greta Scacchi (Mme Martin).

## Source bibliographique
- Maurice Piron et Michel Lemoine, L'Univers de Simenon, guide des romans et nouvelles (1931-1972) de Georges Simenon, Presses de la Cité, 1983 (ISBN 978-2-258-01152-6), p. 278-279.